# توزیع دریکله عمومی
توزیع دریکله عمومی یک توزیع پیوسته در آمار است که عمومی شده توزیع دریکله است و به اندازه دو برابر آن پارامتر دارد.
تابع چگالی {\displaystyle p_{1},\ldots ,p_{k-1}} برابر است با:
{\displaystyle \left[\prod _{i=1}^{k-1}B(a_{i},b_{i})\right]^{-1}p_{k}^{b_{k-1}-1}\prod _{i=1}^{k-1}\left[p_{i}^{a_{i}-1}\left(\sum _{j=i}^{k}p_{j}\right)^{b_{i-1}-(a_{i}+b_{i})}\right]}
که در آن تعریف می‌کنیم {\displaystyle p_{k}=1-\sum _{i=1}^{k-1}p_{i}}.

## تابع عمومی لحظه
اگر {\displaystyle X=\left(X_{1},\ldots ,X_{k}\right)\sim GD_{k}\left(\alpha _{1},\ldots ,\alpha _{k};\beta _{1},\ldots ,\beta _{k}\right)} آنگاه
{\displaystyle E\left[X_{1}^{r_{1}}X_{2}^{r_{2}}\cdots X_{k}^{r_{k}}\right]=\prod _{j=1}^{k}{\frac {\Gamma \left(\alpha _{j}+\beta _{j}\right)\Gamma \left(\alpha _{j}+r_{j}\right)\Gamma \left(\beta _{j}+\delta _{j}\right)}{\Gamma \left(\alpha _{j}\right)\Gamma \left(\beta _{j}\right)\Gamma \left(\alpha _{j}+\beta _{j}+r_{j}+\delta _{j}\right)}}}
که {\displaystyle \delta _{j}=r_{j+1}+r_{j+2}+\cdots +r_{k}}. بنابراین
{\displaystyle E\left(X_{j}\right)={\frac {\alpha _{j}}{\alpha _{j}+\beta _{j}}}\prod _{m=1}^{j-1}{\frac {\beta _{m}}{\alpha _{m}+\beta _{m}}}.}